# 야노 안나
야노 안나(일본어: 矢野 安奈, 1992년 12월 25일 ~ )는 일본의 모델이다.